# Lets voetbalkampioenschap 1945
In 1945 werd het eerste voetbalseizoen gespeeld van de Letse SSR, voorheen was Letland onafhankelijk en speelden de clubs in de  Virslīga. Dinamo Riga werd kampioen. 

## Eindstand
| Plaats | Club            | Wed. | W | G | V | Saldo | Ptn. |
| ------ | --------------- | ---- | - | - | - | ----- | ---- |
| 1.     | Dinamo Riga     | 5    | 5 | 0 | 0 | 23-3  | 10   |
| 2.     | Daugava Liepaja | 5    | 4 | 0 | 1 | 16-9  | 8    |
| 3.     | AVN             | 5    | 3 | 0 | 2 | 14-12 | 6    |
| 4.     | VEF             | 5    | 2 | 0 | 3 | 7-13  | 4    |
| 5.     | Dinamo-2        | 5    | 1 | 0 | 4 | 7-16  | 2    |
| 6.     | PAK Leontjev)   | 5    | 0 | 0 | 5 | 5-19  | 0    |

|  | Kampioen |

## Kampioen
| Virslīga 1945                   |
| Letland                         |
| ------------------------------- |
| Dinamo Riga Kampioen (1° titel) |